# Madonna col Bambino (Francesco Vecellio)
La Madonna col Bambino è una pala a olio su tela (172x79 cm) realizzata approssimativamente tra il 1517 e il 1520 e attribuita a Francesco Vecellio. È conservata nella chiesa arcipretale di Santa Maria Annunziata di Sedico.
L'opera è il residuo pannello centrale di un più esteso polittico,  diviso e disperso durante la prima guerra mondiale, di cui resta qualche traccia documentale oltre agli appunti e schizzi rilevati da Cavalcaselle.

## Descrizione e stile
Analizzando il dipinto, risalta di primo acchito l'espressione trasognante della Vergine assorta in lettura (di un libro che tiene con la mano sinistra). Di pregevole fattura sono i putti musicanti, in particolar modo quello col liuto, che sembra distratto nel suo suonare da qualcosa che scorge alla sua destra. Gesù invece, è ben poco espressivo, con interessanti similitudini a quello della pala di Santa Croce a Berlino, con il quale condivide anche la capigliatura a capello corto. Anche i putti reggi corona sono piuttosto stilizzati rispetto a delle prove successive. Il tutto è comunque immerso in un cielo che sfuma nebuloso all'orizzonte. 
Queste discontinuità, e l'abbassamento di qualità sottolineato da Cavalcaselle nei comparti dispersi, fanno pensare a qualche accenno di intervento di Tiziano in questa tavola centrale, ferma restando a Francesco la committenza e l'impostazione dell'opera.
A prescindere dall'elevato valore dell'opera, va sottolineata l'influenza determinante che essa esercitò per lungo tempo sulla pittura religiosa bellunese nel Cinquecento, ed in particolare su Giovanni da Mel, pittore che adottò il modello per riproporlo, seppur con minime variazioni, nella propria produzione. Lampante esempio è rappresentato dalla pala nella chiesa arcipretale di Santa Maria Annunziata a Mel del 1531.